# Замаск
Замаск (итал. Zamasco) је насељено место у Републици Хрватској у Истарској жупанији. Административно је у саставу Града Пазина.

## Географија
Налази се у средшњој Истри, 17 км северозападно од Пазина. Смештен је на брежуљку изнад реке Бутониге 7км југоисточно од Мотовуна, одакле се пружа поглед на целу средишњу Истру.

## Историја
Био је насељен у праисторији (градина), али из антике нема много података. Први се пут помиње 1177, кад је додељен поречком бискупу. Подручје Замаска често је било предмет спора између пазинских управника и становника Мотовуна, који су ту имали своје поседе. Након рата 1508. (и мира у Вормсу 1523, а потврђена у Тренту 1535) кроз средину Замаска повучена је гранична линија између млетачког и аустријског дела Истре. Чак је и жупна црква подељена на два дела. Отада се за млетачки део користи италијански назив Зумеско, а за аустријски део назив Замаско. Препирања око границе и земље наставили су се све до пада Млетачке републике, односно до укидања феудалних односа средином XIX века.

## Становништво
Становници се баве искључиво пољопривредом (виноградарство, воћарство и повртларство).
Према последњем попису становништва из 2001. године у насељу Замаск је живело је 56 становника који су живели у 12 породичних и 6 самачких домаћинстава.
Кретање броја становника по пописима 1857—2001.
| година пописа  | 1857. | 1869. | 1880. | 1890. | 1900. | 1910. | 1921. | 1931. | 1948. | 1953. | 1961. | 1971. | 1981. | 1991. | 2001. |
| бр. становника | 556   | 576   | 272   | 245   | 225   | 261   | 694   | 697   | 158   | 156   | 117   | 91    | 73    | 60    | 56    |

Напомена:У 1869. и 1880. исказано под именом Зумеско. У 1857, 1869, 1921. и 1931. садржи податке за насеља Св. Бартол, општина Мотовун, и Ракотуле, оппштина Каројба, а у 1880. и део података за насеље Ракотуле, општина Каројба. Од 1857. до 1880,, 1921. и 1931. део података садржан је у насељу Калдир, општина Мотовун.